# Фалін Валентин Михайлович
Валентин Михайлович Фалін (3 квітня 1926, місто Ленінград, тепер Санкт-Петербург, Російська Федерація — 22 лютого 2018, місто Москва) — радянський партійний і державний діяч, надзвичайний і повноважний посол СРСР у Федеративній Республіці Німеччині, голова правління Агентства друку «Новини», завідувач міжнародного відділу ЦК КПРС. Секретар ЦК КПРС з 13 липня 1990 по 23 серпня 1991 року. Член Центральної Ревізійної комісії КПРС у 1976—1986 роках. Кандидат у члени ЦК КПРС у 1986—1989 роках. Член ЦК КПРС у 1989—1991 роках. Народний депутат СРСР (1989—1991). Доктор історичних наук.

## Життєпис
Народився в родині радянського профспілкового працівника. У 1930 році родина переїхала з Ленінграда до Москви.
У 1940 році після закінчення семи класів середньої школи Валентин Фалін вступив до Московської спеціальної артилерійської школи № 5. З 1941 року разом з батьками перебував у евакуації в Молотовській (Пермській) області. У 1942 році родина повернулася до Москви.
У 1942—1945 роках — учень токаря, слюсар і токар Московського заводу «Красный пролетарий».
У 1945—1950 роках — студент Московського державного інституту міжнародних відносин, юрист-міжнародник, референт-перекладач по країнах Східної Європи.
У 1950—1951 роках — референт Радянської контрольної комісії в Німеччині.
У 1952—1958 роках — старший референт, помічник, старший помічник, заступник начальника відділу Комітету інформації при міністерстві закордонних справ СРСР.
Член КПРС з 1953 року.
У 1958—1959 роках — референт відділу інформації ЦК КПРС.
У 1959—1961 роках — радник, заступник завідувача відділ, з 1961 року — завідувач 3-го Європейського (німецького) відділу, член колегії міністерства закордонних справ СРСР. У січні 1965 року очолив групу радників міністра закордонних справ СРСР А. Громико. У 1966—1968 роках — завідувач 2-го Європейського (британського) відділу, з осені 1968 по 1971 рік — завідувач 3-го Європейського (німецького) відділ міністерства закордонних справ СРСР.
23 лютого 1971 — 10 листопада 1978 року — надзвичайний і повноважний посол СРСР у Федеративній Республіці Німеччині.
У 1978—1983 роках — 1-й заступник завідувача відділу міжнародної інформації ЦК КПРС.
У 1983—1986 роках — політичний оглядач газети «Известия». З 1985 року працював в Інституті США і Канади АН СРСР. Захистив докторську дисертацію «Конфлікти інтересів в антигітлерівської коаліції».
У 1986—1988 роках — голова правління Агентства друку «Новини».
У жовтні 1988 — серпні 1991 року — завідувач міжнародного відділу ЦК КПРС.
13 липня 1990 — 23 серпня 1991 року — секретар ЦК КПРС. Одночасно з квітня по серпень 1991 року — голова комісії ЦК КПРС із проблем міжнародної політики.
У 1992 році переїхав до Німеччини, де на запрошення відомого німецького політика Егона Бара працював професором історії в Інституті вивчення проблем миру і безпеки (нім. Institut für Friedensforschung und Sicherheitspolitik) при Гамбурзькому університеті.
У 2000 році повернувся до Росії, продовжив читати лекції в Московському державному інституті міжнародних відносин.
15 жовтня 2011 року очолив експертну раду міжнародного комітету руху «Інтернаціональна Росія» Загальноросійського народного фронту.
Помер 22 лютого 2018 року в Москві. Похований на Троєкуровському цвинтарі.

## Нагороди і звання
- орден Жовтневої Революції
- три ордени Трудового Червоного Прапора
- орден Дружби народів
- медалі
- Державна премія СРСР (1982)
- подяка президента Російської Федерації (2010)
- надзвичайний і повноважний посол СРСР